# Birgit Jürgenssen
Birgit Jürgenssen, född 1949 i Wien, död där 25 september 2003, var en österrikisk fotograf, målare, grafiker, kurator och lärare. Hon inriktade sig på feminin kroppskonst med självporträtt och fotografier, kopplat till en svit av olikartade händelser en kvinnas vardag, inklusive en atmosfär av skräck och vanliga fördomar. Hon har hyllats som en av de "framstående internationella företrädarna för det feministiska avantgardet". Utöver olika separatutställningar med hennes fotografier och andra konstverk, har hon även undervisat vid Universität für angewandte Kunst i Wien och Akademie der bildenden Künste i samma stad.

## Biografi
Jürgenssen föddes i Wien, där hon kom att bo livet ut. Mellan 1968 och 1971 studerade hon vid stadens Universität für angewandte Kunst. Hon uppmärksammades för sina fotografier då hon ställde ut på MAGNA-Feminismus: Kunst und Kreativität. Hon blev en internationellt känd feministisk personlighet, och hon verkade i Wien som lärare och kurator på flera högre konstskolor.
Jürgenssen dog 25 september 2003, i en ålder av 54 år.

### Verk och olika stilar
Från slutet av 1960-talet utvecklade Jürgenssen sina olika fotografiska konststilar. Dessa kretsade främst kring den kvinnliga kroppen och dess förändring.
Jürgenssens verk utgör olika slags kvinnliga former i form av fotografier som avgränsar de yttre kulturella koderna inom ramen för det rådande förtrycket och den ofta restriktiva karaktären hos ett kvinnoliv. Det centrala i hennes verk, presenterad i samarbete med Hubert Winter som förvaltade hennes konstsamling med titeln Jürgenssens gods, är en bred mosaik av "teckningar, akvarellmålningar, fotogram, skärmar, heliografi samt föremål från olika samlingar".
1972 fotograferade Jürgenssen sin egen kropp i fyra ställningar med inskriptionen "frau" ('kvinna'), vilket kom att presenteras som en genusrepresentation. I ett annat självporträtt, taget 1976 och betitlat Ich möchte hier raus! ('Jag vill ut härifrån!'), är Jürgenssen klädd i en "prydlig, vit spetskrage och brosch", och i porträttet pressar hon kinden och händerna mot en glasmonter. Detta har tolkats som en antydan till "hennes fångst i de repressiva koder för skönhet och huslighet som kvinnor ofta har varit föremål för".
Jürgenssens 250 fotografiska verk visades i en retrospektiv utställning som hölls av Sammlung Verbund och Bank Austria Art Forum. 50 av dessa verk ställdes exklusivt ut av Sammlung Verbund i Wien.
Ett av Jürgenssens verk är en fotobok med titeln 10 Tagen – 100 Fotos utgiven 1980. Denna samling med hundra polaroidbilder och fotografier, tagna under en period av tio dagar, utgörs av självporträtt med ansiktet vid sidan av bilden eller kamouflerat av päls. Enligt Jürgenssen är detta en bild av "kvinnans identitet som fåtts att försvinna – allt utom det fetischiserade föremålet som är i fokus för den manliga fantasin". I ett annat verk från 1974 med titeln Amazon har hon fotograferat "mor och barn" i en stående pose med händerna hållna som "sista dagars heliga-figurer på en hög järnstol".
Jürgenssen brukade använda huden som huvudmotiv i många av sina teckningar, föremål och fotografier, och hon avbildar egenskaperna hos materialen på bilden. I detta sammanhang består till exempel hennes "skoserie" gjord på 1970-talet av olika skulpturer åtföljda av illustrativa teckningar. Hon gjorde 18 skoskulpturer, var och en med olika material som porslin och vax, rostigt järn och bröd. I skulpturen med titeln Relict Shoe (1976) sitter ett djurs käkben över en sidenkudde, medan Flyweight Shoes (1973) består av två papperstunna organzastövlar med välbevarade döda flugor insydda i tyget. I en teckning med titeln Beauty Competition (1978) syns Marlene Dietrich i sin karaktäristiska pose rökandes i sängen.
Andra anmärkningsvärda handkolorerade bilder är till exempel verket Nun (1979), ett självporträtt målat i guldfärg, iförd en svart mask och liggande platt i en "teatralisk miljö". På fotografiet  Hausfrauen-Küchenschürze ('Hemmafru-Köksförkläde') taget 1975, skildrar hon sig själv som en kvinnlig form som övergår i "en köksspis för att bilda en ny organism".

### Monografier
Jürgenssen har beskrivits i två större monografier. En publicerades 2009 av Hatje Cantz / Sammlung Verbund och redigerades av Gabriele Schor och Abigail Solomon-Godeau. Denna monografi har flera illustrationer av hennes fotografier vilka lyfter fram hennes oberoende inställning till konsthistorien, hennes ekvation med litteratur, teorier om psykologi och "strukturalism". Den andra monografin publicerades 2011 av Prestel och redigerades av Gabriele Schor och Heike Eipeldauer.